# Nicolau de Liechtenstein
Nicolau Ferdinando Maria José Rafael de Liechtenstein (nascido Nikolaus Ferdinand Maria Josef Raphael; Zurique, 24 de outubro de 1947) é o terceiro filho do príncipe Francisco José II e de sua esposa, a condessa Georgina de Wilczek.

## Educação e carreira
Entre 1968 e 1972, Nicolau estudou Direito na Universidade de Viena. Ele fala fluentemente alemão, inglês e francês. De 1989 a 1996 foi embaixador de Liechtenstein na Suíça e a partir de 1996 na Bélgica e na União Europeia. De 1986 a 2017, é embaixador não-residente na Santa Sé em Roma.

## Casamento
Em 20 de março de 1982, na Catedral de Notre-Dame de Luxemburgo, Nicolau desposou a princesa Margarida de Luxemburgo, a segunda filha do grão-duque João de Luxemburgo. Eles tiveram quatro filhos:
- Leopoldo Emanuel João Maria de Liechtenstein, nascido e morto em 20 de maio de 1984 em Bruxelas.
- Maria-Anunciata Astride Josefina Verónica de Liechtenstein, nascida em 12 de maio de 1985, em Bruxelas.
- Marie-Astride Nora Margarida Verónica de Liechtenstein, nascida em 26 de junho de 1987, em Bruxelas.
- José-Emanuel Leopoldo Maria de Liechtenstein, nascido em 7 de maio de 1989, em Bruxelas.